# Thomas Van Swearingen
Thomas Van Swearingen (* 5. Mai 1784 bei Shepherdstown, Jefferson County, Virginia; † 19. August 1822 ebenda) war ein US-amerikanischer Politiker. Zwischen 1819 und 1822 vertrat er den Bundesstaat Virginia im US-Repräsentantenhaus.

## Leben
Der im heutigen West Virginia geborene Thomas Van Swearingen besuchte die öffentlichen Schulen seiner Heimat. Über seine berufliche Entwicklung jenseits seiner politischen Aktivitäten ist nichts überliefert. Er wurde Mitglied der Föderalistischen Partei und saß zwischen 1814 und 1816 im Abgeordnetenhaus von Virginia. Bei den Kongresswahlen des Jahres 1818 wurde er im zweiten Wahlbezirk von Virginia in das US-Repräsentantenhaus in Washington, D.C. gewählt, wo er am 4. März 1819 die Nachfolge von Edward Colston antrat. Nach einer Wiederwahl im Jahr 1818 konnte er bis zu seinem Tod am 19. August 1822 im Kongress verbleiben. Er war ein Cousin dritten Grades des Kongressabgeordneten Henry D. Swearingen aus Ohio.